# Gabriel Marcel
Gabriel Marcel (París, 7 de desembre de 1889 - 8 d'octubre de 1973) va ser un dramaturg i filòsof francès. Sostenia que els individus tan sols poden ser compresos en les situacions específiques en què es veuen implicats i compromesos. Aquesta afirmació constituïx l'eix del seu pensament, definit com a existencialisme cristià o personalisme.
En el seu primer llibre, Diari metafísic, Marcel advocava per una filosofia del concret que reconegués que l'encarnació del subjecte en un cos i la situació històrica de l'individu condicionen en essència el que s'és en realitat.
Marcel va distingir la reflexió primària, que té a veure amb els objectes i les abstraccions. Aquesta reflexió arriba a la seva forma més elevada en la ciència i la tecnologia. La reflexió secundària -usada per ell com mètode- s'ocupa d'aquells aspectes de l'existència humana, com el cos i la situació de cada persona, en els quals es participa de forma tan completa que l'individu no pot se'n pot abstreure. La reflexió secundària contempla els misteris i proporciona una espècie de debò (filosòfica, moral i religiosa) que no pot ser verificada mitjançant procediments científics, però que és confirmada mentre il·lumina la vida de cadascun.
Marcel, a diferència d'altres existencialistes, va posar l'accent en la participació en una comunitat en comptes de denunciar l'ontològic aïllament humà. No només va expressar aquestes idees en els seus llibres, sinó també en les seves obres de teatre, que presentaven situacions complexes on les persones es veien atrapades i conduïdes cap a la solitud i la desesperació, o bé establien una relació satisfactòria amb les altres persones i amb Déu.
Defensor dels revoltats durant la Guerra Civil Espanyola, Albert Camus va polemitzar amb ell en diverses cartes públiques on va denunciar les contradiccions ètiques de la seva reflexió filosòfica humanista.

## Llibres (en català i castellà)
- Marcel, Gabriel. El misteri ontològic. L'home problemàtic.  Laia, Barcelona, 1989. ISBN 8476683251. - edició a cura de Josep Manuel Udina i Cobo; traducció al català d'Hortènsia Curell i Joan Leita. Col·lecció Textos Filosòfics (EAN 9788476683255).

- Marcel, Gabriel. Aproximación al misterio del ser: Posición y aproximaciones concretas al misterio ontológico.  Encuentro Ediciones, 1987. ISBN 978-84-7490-170-2.

- Marcel, Gabriel. La condición del intelectual en el mundo contemporáneo.  Ediciones Rialp. ISBN 978-84-321-0533-3.

- Marcel, Gabriel. Diario metafísico.  Ediciones Guadarrama, 1969. ISBN 978-84-250-0083-6.

- Marcel, Gabriel. Dos discursos y un prólogo autobiográfico.  Editorial Herder, 1967. ISBN 978-84-254-0119-0.

- Marcel, Gabriel. En busca de la verdad y de la justicia.  Editorial Herder, 1967. ISBN 978-84-254-0118-3.

- Marcel, Gabriel. Filosofía para un tiempo de crisis.  Ediciones Guadarrama, 1971. ISBN 978-84-250-0136-9.

- Marcel, Gabriel. Incredulidad y fe.  Ediciones Guadarrama, 1971. ISBN 978-84-250-0124-6.

- Marcel, Gabriel. El misterio del ser.  Edhasa, 1971. ISBN 978-84-350-0027-7.

- Marcel, Gabriel. Obras selectas.  Biblioteca de Autores Cristianos. ISBN 978-84-7914-547-7.

- Marcel, Gabriel. Ser y tener.  Caparrós Editores, 1995. ISBN 978-84-87943-31-7.

## Premis i reconeixements
- Va rebre el Premi Erasmus per la seva contribució a la construcció d'Europa i el Premi de la Pau del Comerç Llibreter Alemany.